# Svartnäbbad skärnäbb
Svartnäbbad skärnäbb (Campylorhamphus falcularius) är en fågel i familjen ugnsfåglar inom ordningen tättingar.

## Utbredning och systematik
Fågeln förekommer från sydöstra Brasilien (centrala Bahia) till östra Paraguay och nordöstra Argentina. Den behandlas som monotypisk, det vill säga att den inte delas in i några underarter.

## Status
IUCN kategoriserar arten som livskraftig.